# Seznam osobností Šumperku
Seznam šumperských osobností je výčet osobností, které se narodily v Šumperku nebo jsou s tímto městem jinak spjati.
- Simona Babčáková (* 1973), herečka
- Jan Balabán (1961–2010), spisovatel, publicista a překladatel
- Antonín Basler (* 1956), pomocný biskup olomoucký
- Jiří Dopita (* 1968), hokejista, mistr světa, olympijský vítěz
- Martin Finger (* 1970) herec
- Hanny Firla, herec, speaker, zpěvák a  tanečník
- Franz Hroch (1899–1938), odpůrce nacismu, zavražděn v době Mnichovské dohody
- Jan Hudec (* 1981), lyžař
- Karl Chiari (1849–1912), průmyslník a politik
- Kateřina Janečková (* 1984), herečka
- Jakub Kindl (* 1987), hokejista
- Denis Kindl (* 1992), hokejista
- Hans Klein (1931–1996), politik
- Marie Knitschke (1857–1940), spisovatelka
- Vít Kolář (* 1951), novinář
- Vít Kolář (* 1973), novinář
- Pavel Kosorin (* 1964), publicista
- Radoslav Kováč (* 1979), fotbalista
- Hermann Alois Krumey (1905–1981), důstojník SS odpovědný za vyhlazování polských a maďarských Židů
- Ivana Kubešová (* 1962), atletka
- Alena Kupčíková (* 1976), malířka a sochařka
- Kryštof Alois Lautner (1622–1685), katolický duchovní a jedna z obětí honu na čarodějnice
- Pavel Marek (* 1949), historik
- Dominik Mihailescu (* 1995), sportovní novinář
- Tomáš Mikolov (* 1982), vědec v oboru umělé inteligence a počítačové lingvistiky
- Jaroslav Miller (* 1971), historik, rektor Univerzity Palackého
- Alois Motýl (1929–2013), hudební pedagog, zakladatel a sbormistr Šumperského dětského sboru
- Radoslav Nenadál (1929–2018), spisovatel a překladatel
- Vilém Nezbeda (1912–2004), básník, překladatel, pedagog, jazykovědec, regionální badatel
- Pepa Nos (* 1949), písničkář, učitel jógy
- Michal Ožibko (* 1981), malíř
- Jiří Pánek (* 1975), novinář (redaktor TV Nova)
- Lucie Polišenská (* 1986), herečka
- Josef Pospischil (1899–1948), příslušník SS, policista, válečný zločinec
- Jiří Pultera, kajakář a trenér reprezentace ve vodním slalomu
- Roman Karl Scholz (1912–1944), katolický kněz, augustinián, odpůrce nacismu
- Leo Slezak (1873–1946), operní pěvec (tenor)
- Radek Slončík (* 1973), fotbalista
- Ondřej Sokol (* 1971), herec, režisér, překladatel
- Marek Stuchlý (* 1975), basketbalista
- Petr Štěpán (* 1974), herec
- Lucie Patricie Talafová (*1985), bikini fitness
- Friedrich von Tersch (1836–1915), dlouholetý starosta města a poslanec zemského sněmu
- Dominik Ullmann (1835–1901), židovský právník
- Emil Alois Ferdinand Vacano (1840–1892), spisovatel
- Aleš Valenta (* 1973), moderátor, akrobatický lyžař, olympijský vítěz v akrobatických skocích na lyžích
- Julius Varga (1962–1996), katolický aktivista a disident
- Václav Vašíček (* 1991), fotbalista
- Ivana Večeřová (* 1979), basketbalistka, mistryně Evropy
- Lea Vivot (* 1948), sochařka
- Štěpán Žilka (* 1988), šachista

Hudební skupiny
- Koblížci
- O5&Radeček
- Dying Passion
- Trocha klidu
- Byt číslo 4
- Deduktivní uskupení

## Související kategorie
- Kategorie:Narození v Šumperku